# Электробытовая техника

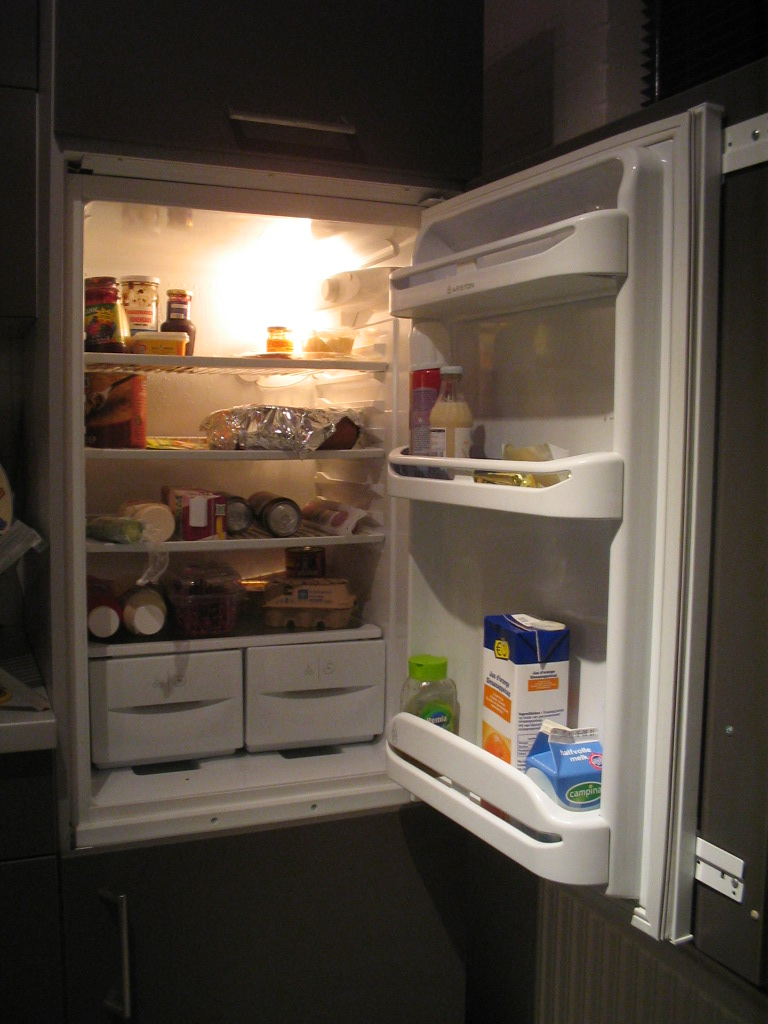
Холодильник

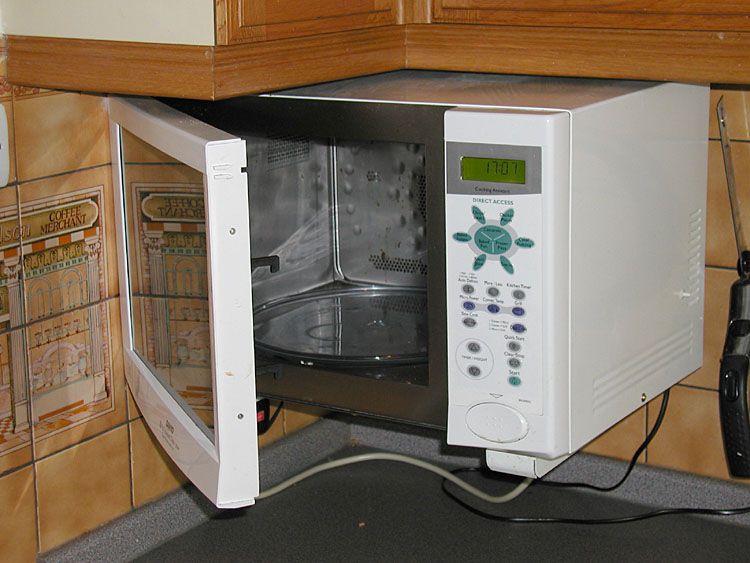
Микроволновая печь

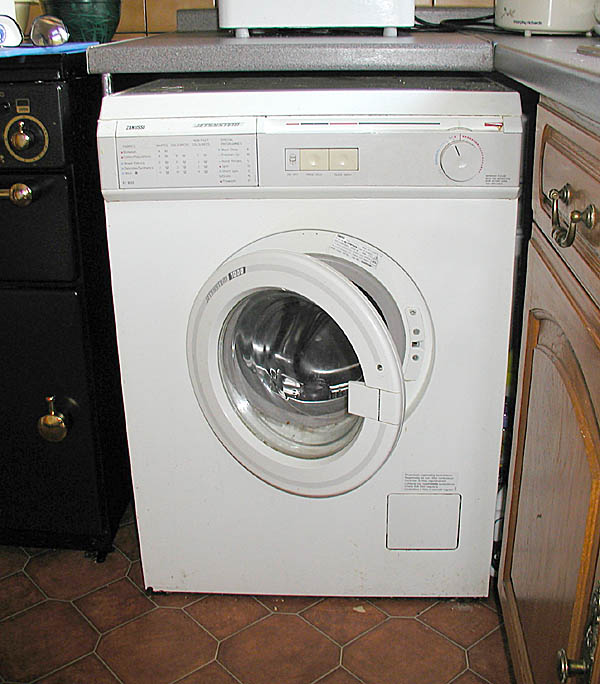
Автоматическая стиральная машина с передним (горизонтальной) загрузкой

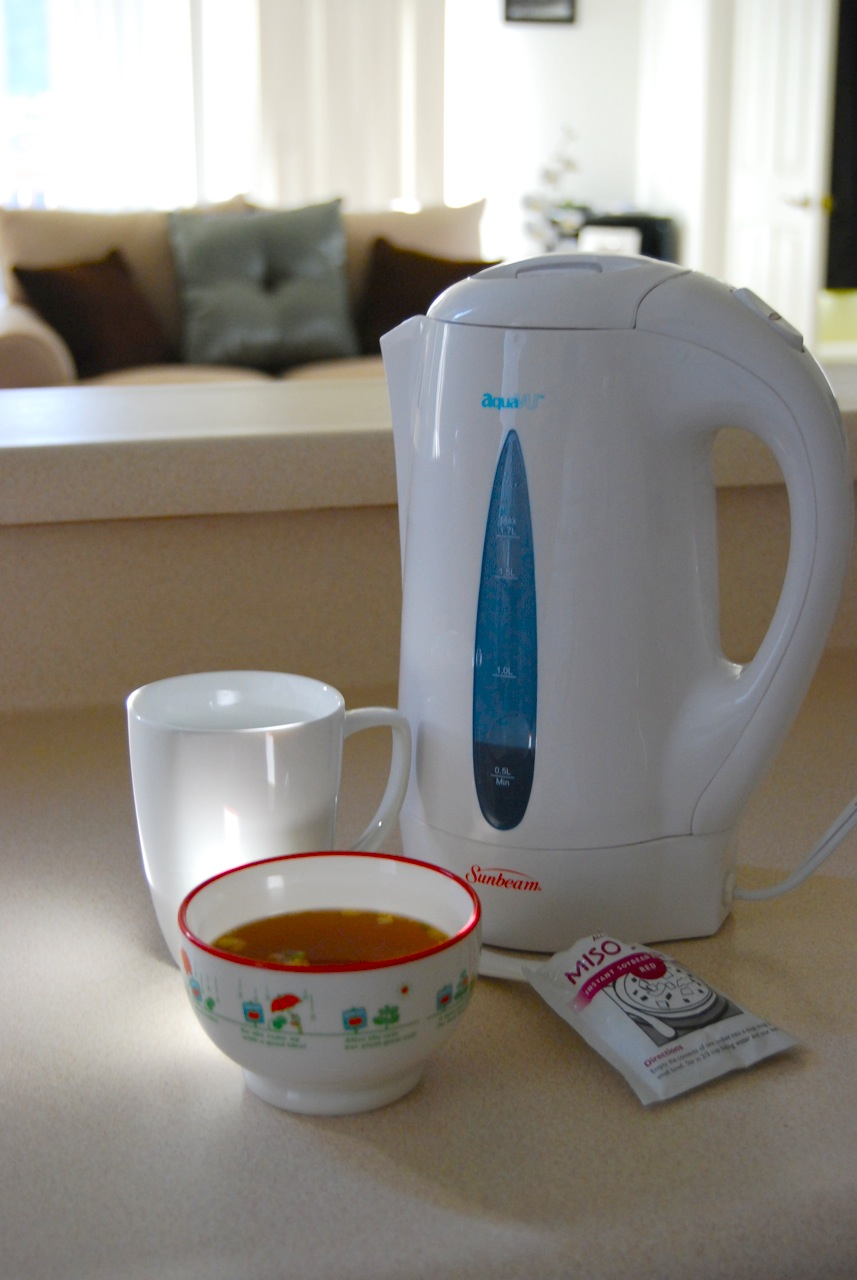
Электрический чайник

Электробытовая техника — это бытовые машины и приборы, эксплуатация которых связана с использованием электрического тока. Сюда относятся электронагревательные приборы (например, конвекционные печи), машины и приборы для обработки белья (например, стиральные машины, утюги), машины и аппараты для хранения продуктов (например, холодильники), машины для уборки помещений (например, пылесосы), машины и приборы для поддержания микроклимата (например, кондиционеры), машины для обработки продуктов, машины для шитья и вязания, машины для механизации хозяйственных работ и др.
С ростом благосостояния населения и увеличением производства электроэнергии значительно возрастает спрос на бытовые электрические приборы, которые облегчают домашний труд и сокращают затраты в

бытовая техника постоянно совершенствуется и усложняется, конструкции модифицируются, выпускаются новые устройства, в новых разработках всё шире используется новая элементная база.

## Классификация
По типу защиты от поражения электрическим током электробытовая техника делится на пять классов — 0; 01; 1; 2; 3. К классу 0 относят изделия, в которых защита осуществляется основной изоляцией; класс 01 — изделия, имеющие основную изоляцию и снабжены защитным зажимом для заземления; к классу 1 — изделия, которые имеют основную изоляцию и дополнительно присоединяются к заземляющей жилы шнура или имеют заземляющий контакт вилки; к классу 2 — изделия, имеющие двойную изоляцию (основную и дополнительную) или усиленную изоляцию; класс 3 — изделия, в которых защита от поражения электрическим током обеспечивается путем питания их от безопасного напряжения, что не превышает 42 В.
По степени защиты от влаги электробытовые приборы подразделяют на приборы обычного исполнения (незащищённые), с защитой от капель, с защитой от брызг и водонепроницаемые.
По условиям эксплуатации бытовые электроприборы и машины разделяют на две группы:
- изделия, работающие под надзором (пылесос, кофемолка и тому подобное);
- изделия, работающие без надзора (вентиляторы, холодильники и тому подобное).

### Электронагревательные приборы
Электронагревательные приборы широко применяются в быту. Промышленность выпускает более 50 видов электронагревательных приборов различного назначения. Электронагрев имеет ряд преимуществ по сравнению с другими видами нагрева: высокое кол.к.д. (до 95%), отсутствие вредных выделений, возможность автоматизации регулирования мощности и температуры. Превращение электрической сети в тепловую в бытовых приборах осуществляется проводниками высокого сопротивления, инфракрасным, индукционным и высокочастотным нагревом.
Ассортимент электронагревательных приборов по назначению классифицируют на следующие подгруппы:
- приборы для приготовления и подогрева пищи,
- нагрев воды,
- глажка,
- отопление помещений,
- обогрев тела человека,
- электрический инструмент.

### Приборы для приготовления и разогрева пищи
Приборы для приготовления пищи общего назначения — электроплиты и переносные электроплитки. Рабочей частью этих приборов являются конфорки (чугунные, с Тэнов и др.) Плитки выпускают с одной и двумя конфорками диаметром 145 и 180 мм, мощностью от 800 до 1200 Вт (экспресс-конфорки— 1500 и 2000 Вт). Плитки имеют трехступенчатую регулировку нагрева, плиты — трёх- или пятиступенчатую.
Приборы для подогрева и поддержания температуры пищи — мармиты, подогреватели детского питания, термостаты.
Мармиты — металлические или керамические подставки с вмонтированным электронагревателем, который нагревает рабочую поверхность до 100 °C.
Подогреватели детского питания представляют собой емкости с теплоизоляцией или двойными стенками, между которыми находится нагревательный элемент небольшой мощности.
Термостаты — теплоизолированные шкафы, в которых с помощью терморегулятора поддерживается температура около 70 °C.